# Gerhard Hahn (Germanist)
Gerhard Hahn (* 22. Dezember 1933 in Asch, Tschechoslowakei) ist ein deutscher germanistischer Mediävist. Er ist emeritierter Ordinarius für Ältere deutsche Literatur an der Universität Regensburg.

## Leben und Schaffen
Als Stipendiat der Studienstiftung des deutschen Volkes studierte der in Böhmen geborene Gerhard Hahn an der Universität München Germanistik, Anglistik, Geschichte, Philosophie und Theologie. 1959 legte er das Erste Staatsexamen ab und übernahm eine Assistentur, 1961 folgte die Promotion (mit der Note summa cum laude) zum Doktor der Philosophie. Thema seiner Dissertation ist Die Einheit des Ackermann aus Böhmen. Studien zur Komposition (gedruckt 1963). 1971 habilitierte er sich an der Universität München mit seiner Schrift Evangelium als literarische Anweisung. Zu Luthers Stellung in der Geschichte des deutschen kirchlichen Liedes (gedruckt 1981). 1972 übernahm er eine Gastprofessur an der Universität Salzburg. 1973 wurde er an die Universität Regensburg berufen, wo er von da an bis zu seiner Emeritierung 1999 als Professor für Ältere deutsche Literatur und ab 1974 als Lehrstuhlinhaber für Deutsche Philologie (Mediävistik) tätig war. Er wohnt in Bad Abbach.
Schwerpunkte seiner Forschung sind: die Literatur des Spätmittelalters und der Frühen Neuzeit, die Literatur der Reformation (besonders von Martin Luther), geistliches und kirchliches Lied von den Anfängen bis zur Gegenwart, Minnesang und Spruchdichtung (besonders Walther von der Vogelweide).

## Publikationen (Auswahl)
Buchveröffentlichungen
- Die Einheit des Ackermann aus Böhmen. Studien zur Komposition (= Münchener Texte und Untersuchungen zur deutschen Literatur des Mittelalters. Band 5). Beck, München 1963. DNB 451771966.
- Johannes von Saaz: Der Ackermann aus Böhmen. Oldenbourg, München 1964.
- Martin Luther – Die geistlichen Lieder. 1967.
- Evangelium als literarische Anweisung. Zu Luthers Stellung in der Geschichte des deutschen kirchlichen Liedes (= Münchener Texte und Untersuchungen zur deutschen Literatur des Mittelalters. Band 73). Artemis, München 1981, ISBN 3-7608-3373-X.
- Der Ackermann aus Böhmen des Johannes von Tepl (= Erträge der Forschung. Band 215). Wissenschaftliche Buchgesellschaft, Darmstadt 1984, ISBN 3-534-07575-7.
- Walther von der Vogelweide. Eine Einführung. Artemis, München/Zürich 1986, ISBN 3-7608-1322-4.

Editionen
- mit Ingeborg Glier, Walter Haug und Burghart Wachinger: Werk – Typ – Situation. Studien zu poetologischen Bedingungen in der älteren deutschen Literatur. Festschrift für Hugo Kuhn zum 60. Geburtstag. Stuttgart 1969.
- mit Jürgen Henkys: Liederkunde zum evangelischen Gesangbuch (= Handbuch zum Evangelischen Gesangbuch. Band 3). Vandenhoeck & Ruprecht, Göttingen 2000 ff. (bis Heft 13, 2007).
- mit Horst Brunner, Ulrich Müller u. a.: Walther von der Vogelweide. Epoche, Werk, Wirkung. Beck, München 1996; 2., überarbeitete und ergänzte Auflage ebenda 2009, ISBN 978-3-406-39779-0.